# Team Kaylie
Team Kaylie (Equipo Kaylie en América Latina y Club Kaylie en España) es una serie de televisión web creada por Tracy Bitterolf y producida por Pamela Eells O'Connell, dirigida por Bob Koherr y protagonizada por Bryana Salaz, Rosa Blasi, y Alison Fernandez. La trama gira en torno a Kaylie Konrad (Bryana Salaz), una famosa multimillonaria de 19 años que recibe una orden judicial de servicio comunitario para dirigir el Wilderness Club en una escuela secundaria.
Netflix ordenó 20 episodios de la serie, 5 fueron lanzados el 23 de septiembre de 2019 en Netflix, con otros 6 el 2 de diciembre de 2019. Los últimos 9 episodios fueron lanzados el 3 de febrero de 2020.

## Elenco
Principal
| Personaje        | Actor/Actriz  |
| ---------------- | ------------- |
| Bryana Salaz     | Kaylie Konrad |
| Alison Fernandez | Amber         |
| Symera Jackson   | Jackie        |
| Elie Samouhi     | Chwey         |
| Kai Calhoun      | Ray Ray       |
| Eliza Pryor      | Valeria       |

Recurrente
| Actor             | Personaje       |
| ----------------- | --------------- |
| Rosa Blasi        | Kit Konrad      |
| David Gridley     | Colt Axelrod    |
| Nicole Sullivan   | Directora Dana  |
| Scarlett Abinante | Kamantha Konrad |

## Episodios
| Parte | Parte | Episodios | Lanzado originalmente    |
| ----- | ----- | --------- | ------------------------ |
| ⠀     | 1     | 5         | 23 de septiembre de 2019 |
| ⠀     | 2     | 6         | 2 de diciembre de 2019   |
| ⠀     | 3     | 9         | 3 de febrero de 2020     |

## Lanzamiento
Team Kaylie se estrenó el 23 de septiembre de 2019 en Netflix.